# Catagramma manova
Catagramma manova är en fjärilsart som beskrevs av Hans Fruhstorfer 1916. Catagramma manova ingår i släktet Catagramma och familjen praktfjärilar. Inga underarter finns listade i Catalogue of Life.